# Zlonín
Zlonín är en ort i Tjeckien.   Den ligger i regionen Mellersta Böhmen, i den centrala delen av landet, 15 km norr om huvudstaden Prag. Zlonín ligger 196 meter över havet och antalet invånare är 198.
Terrängen runt Zlonín är platt. Runt Zlonín är det mycket tätbefolkat, med 1 754 invånare per kvadratkilometer. Närmaste större samhälle är Prag, 15,5 km söder om Zlonín. Trakten runt Zlonín består till största delen av jordbruksmark.